# Bureau d'études techniques
Pour les articles homonymes, voir BET.
 (août 2024).
Si vous disposez d'ouvrages ou d'articles de référence ou si vous connaissez des sites web de qualité traitant du thème abordé ici, merci de compléter l'article en donnant les références utiles à sa vérifiabilité et en les liant à la section « Notes et références ».
Dans le secteur du bâtiment et des travaux publics, le bureau d'études techniques (BET) est un acteur de l'équipe de maîtrise d'œuvre, en général dirigée par le cabinet d'architecture qui missionne les BET le cas échéant, suivant le projet technique, les conditions contractuelles. Il existe autant de types de BET que de spécialités d'ingénierie.

## Historique
Les bureaux d'études techniques se sont développés dans les années 1970 en dehors des agences d'architecture. Ils se sont développés dans les années 2000 en dehors des cabinets de géomètre-expert DPLG.

## Description
Le BET a pour mission d'assister le maître d'œuvre (l'architecte ou la société d'architecture) sur les spécificités techniques relevant de ses compétences. Le BET doit être assuré et qualifié pour exercer les missions techniques.

## Types
BET généraliste
Le BET généraliste est doté de personnel compétent dans tous les corps d'état (TCE), c'est-à-dire dans toutes les spécialités décrites ci-après.
BET structure
Un BET structure réalise la conception d'ouvrages structurels, qu'il s'agisse d'ouvrages en béton armé, en structure métallique, en structure bois ou en structure mixte. De manière restrictive, un BET structure peut être spécialisé dans l'un ou l'autre de ces types de structures.
Un BET béton assistera l'architecte sur le dimensionnement des ouvrages en béton. Il dessine des plans bétons du dossier de consultation des entreprises (DCE) et rédige le CCTP (cahier des clauses techniques particulières) du lot gros œuvre (GO).
Un bureau d'études bois s'occupera des structures en bois, dont les charpentes.
En structure, les bureaux d'études mènent deux missions bien distinctes : la première concerne la mission de conception  (on parle alors de bureau d'étude conception), et la deuxième concerne la mission d’exécution (on parle de bureau d'étude d'exécution). La mission de conception  consiste à donner la géométrie de l'ossature du bâtiment (section des poutres, poteaux, épaisseur des planchers). Tandis qu'en phase exécution, le bureau d'étude effectue les calculs de manière plus fine pour donner les détails d’exécution (dessin du ferraillage des pièces en béton, dessin des assemblages des pièces métalliques...)    
BET fluides
Un BET fluides réalise la conception technique des lots plomberie, chauffage, ventilation et climatisation, etc. Il dessine les plans du dossier de consultation des entreprises et écrit le ou les CCTP correspondants. Il produit aussi la notice thermique, en association avec les autres BET et l'architecte.
Par abus de langage, BET fluide désigne également généralement l'entité qui conçoit les ouvrages électriques, en courant fort ou en courant faible, et assure la coordination SSI.
Afin de faire la distinction entre ces corps de métier à la fois proches (il s'agit de concevoir et de prévoir comment tirer des réseaux) et éloignés (gérer des écoulements de liquides ou de gaz n'est pas toujours la même chose de gérer du courant électrique), on parlera — en particulier au sein des BET généralistes — de spécialités en réseaux humides et en réseaux secs.
BET HQE (haute qualité environnementale) ou BET Environnement et énergie
Le BET HQE est chargé de l'aspect environnemental du projet. En réalisant des études thermiques, carbone, en évaluant des thématiques comme le confort (visuel, thermique, aéraulique) des occupants, et en promouvant l'emploi de matériaux écologiques (biosourcés ou géosourcés, réemployés, etc.), le BET HQE assure la conformité du projet aux réglementations environnementales et garantit la performance environnementale du projet. Il est aussi chargé des certifications environnementales.
Dans sa dimension « environnement et énergie », ce type de BET va également aborder les thématiques des économies d'énergie, en veillant notamment à la cohérence des solutions techniques et des systèmes mis en œuvre, tant pour les solutions passives (clos, couvert) que pour les solutions actives (réseaux secs et humides), complétant par là l'intervention du BET fluides avec un œil plus spécifiquement porté sur les implications environnementales et énergétiques.
BET acoustique
Le BET acoustique intervient au sein de la maîtrise d’œuvre sur tous les sujets concernant l'étude acoustique (épaisseur des cloisons, résilients acoustiques dans le sol, faux-plafonds, etc.). Il rédige la notice acoustique et produit des paragraphes dans de nombreux CCTP des corps d'état secondaires concernant des spécifications particulières de certains matériaux.
BET VRD (voirie et réseaux divers)
Le BET VRD assure la conception des espaces extérieurs d'un point de vue technique. En collaboration avec l'architecte et, ou le paysagiste de la maîtrise d'œuvre, il réalise les documents graphiques et les descriptifs techniques correspondant aux prestations de surface — sites « d'espaces verts » — et de VRD.
BET économie de la construction
Le BET économie de la construction :
- réalise les quantitatifs du bâtiment ;
- estime les coûts de chacun des éléments constitutifs du bâtiments et des espaces extérieurs ;
- peut rédiger les pièces écrites nécessaires à la consultation des entreprises.

BET de diagnostic immobilier
Le BET de diagnostic immobilier réalise les diagnostics sur l'amiante, le plomb, DPE, gaz, électrique, termite. Il est le plus souvent missionné par le Maître d'ouvrage et est alors indépendant de la maîtrise d'œuvre. Il peut intervenir en amont et, ou en aval des travaux.
BET amiante {bureau d'études techniques amiante}
Le BET amiante assiste les maîtres d’ouvrage, les maîtres d'œuvre, les architectes, tout donneur d'ordre dans la gestion du risques amiante sur les chantiers, il intervient spécifiquement pour le contrôle le suivi et la surveillance des entreprises de désamiantage, de diagnostic avant travaux et des laboratoires d'analyses. Ils font respecter scrupuleusement les normes et réglementations en vigueur, le code du travail, le code de la santé publique. Il a aussi un rôle de conseil et de pilotage de projet avant, pendant et après. Ils interviennent indépendamment du maître d'œuvre, architecte, tout donneur d'ordre il est indispensable pour tout chantier amiante que ce soit pour la rénovation ou pour la dépollution de tout immeuble bâti.
Le BET amiante est indépendant et impartial.